# Localización del sonido
La localización del sonido se refiere a la habilidad del oyente de identificar el origen de un sonido detectado en dirección y distancia. También se refiere a los métodos usados en ingeniería acústica para simular el posicionamiento de una señal auditiva en un espacio 3D (ver grabación binaural, síntesis de campo de onda).
Los mecanismos de localización del sonido del sistema auditivo de los mamíferos han sido extensamente estudiados. El sistema auditivo usa varias señales para la localización de la fuente sonora, incluyendo diferencias en tiempo y nivel entre ambas orejas, información espectral, análisis sincronización, análisis de correlación, y emparejamiento de patrones.
Estas señales también son usadas por otros animales, pero puede haber diferencias en uso, y hay también señales de localización que están ausentes en el sistema auditivo humano, como los efectos de los movimientos auriculares. Los animales con la habilidad de localizar sonidos tienen una clara ventaja evolutiva.

## ¿Cómo llega el sonido al cerebro?
El sonido es el resultado perceptual de las vibraciones mecánicas viajando a través de un medio como el aire o el agua. A través del mecanismo de compresión y rarefacción, las ondas sonoras viajan a través del aire, rebotando en el Pabellón auricular y la concha del oído exterior, y entra al canal auditivo. Las ondas sonoras hacen vibrar el tímpano, causando que los tres huesos del oído medio vibren, lo cual envía la energía a través de la ventana oval y dentro de la cóclea donde es cambiada a una señal química por las células ciliadas en el Órgano de Corti, el cual hace sinapsis con las fibras del ganglio espiral que viajan a través del nervio coclear hacia el cerebro.

## Localización del sonido por el sistema auditivo humano
La localización del sonido es el proceso de determinar la localización de una fuente sonora. El cerebro utiliza diferencias sutiles en intensidad, espectro, y de tiempo de una señal para permitirnos localizar las fuentes sonoras. La localización puede ser descrita en términos de tres dimensiones: el ángulo azimut u horizontal, la elevación o ángulo vertical, y la distancia (para sonidos estáticos) o velocidad (para sonidos en movimiento). El azimut de un sonido es señalado por la diferencia en tiempos de llegada entre las orejas, por la amplitud relativa de los sonidos de alta frecuencia (el efecto sombra), y por los reflejos espectro asimétrico de varias partes de nuestro cuerpo, incluyendo el torso, hombros, y el pabellón auricular. Las señales de la distancia son la pérdida de amplitud, la pérdida de altas frecuencias, y la razón de la señal directa a la señal reverberada. Dependiendo de la localización de la fuente, nuestra cabeza actúa como una barrera para cambiar el timbre, intensidad, y cualidades del sonido espectrales, ayudando al cerebro a orientar la emanación del sonido. Estas insignificantes diferencias entre las dos orejas son conocidas como señales interaurales. Las frecuencias más bajas, con mayor longitud de onda, difractan el sonido alrededor de la cabeza forzando al cerebro a centrarse únicamente en las señales de fase de la fuente. Helmut Haas descubrió que podemos discernir la fuente del sonido a pesar de las reflexiones adicionales a diez decibeles más que el frente de onda original, usando el primer frente de onda llegado. Este principio es conocido como Efecto Haas, una versión específica del efecto de precedencia. Hass midió incluso con 1 milisegundo de diferencia en sincronización entre el primer sonido y el sonido reflejado incremento la amplitud, permitiendo al cerebro discernir la verdadera localización del sonido original. El sistema nervioso combina todas las reflexiones tempranas en una simple percepción, permitiendo al cerebro procesar múltiples y diferentes sonidos a la vez. El sistema nervioso combinara las reflexiones que están alrededor de 35 milisegundos de cada una y que tienen intensidad similar.